# Hiram Bingham III.

Hiram Bingham in seiner Uniform als Fliegeroffizier (1917)

Hiram Bingham III (* 19. November 1875 in Honolulu; † 6. Juni 1956 in Washington, D.C.) war ein US-amerikanischer Entdecker und Forschungsreisender, der die Existenz von Machu Picchu weltweit bekannt machte und weitere Ruinenstätten der Inka in Peru lokalisierte. Als Politiker der Republikanischen Partei war er von 1923 bis 1925 Vizegouverneur des Bundesstaats Connecticut und danach bis 1933 Mitglied des Senats der Vereinigten Staaten.

## Leben

### Herkunft und frühe akademische Laufbahn
Der Sohn des kongregationalistischen Missionars Hiram Bingham II (1831–1908), der die Bibel ins Kiribatische übersetzt hatte, wuchs bis zu seinem 16. Lebensjahr auf der Insel Oʻahu auf, die damals noch zum selbstständigen Königreich Hawaiʻi gehörte und erst später von den USA annektiert wurde. 1892 wechselte er zum weiteren Schulbesuch auf die Phillips Academy nach Massachusetts. 
Bingham studierte an den Universitäten Yale (Bachelor of Arts 1898) und Berkeley, wo er sich – entgegen den Plänen seines Vaters – der Soziologie, Geschichte und politischen Ökonomie zuwandte und 1900 mit einem Mastergrad abschloss. An der Harvard University wurde er 1905 zum Ph. D. in Lateinamerikanischer Geschichte promoviert, sein Dissertationsthema war das schottische Darién-Projekt im heutigen Panama Ende des 17. Jahrhunderts. Anschließend bekam er eine befristete Stelle als Lehrkraft an der Princeton University, die er jedoch aus Krankheitsgründen großenteils nicht ausüben konnte. Er wurde 1907 Universitätsdozent für Geschichte an der Yale University und bekam 1915 eine ordentliche Professur an der Yale Graduate School. Bis zum akademischen Jahr 1924/25 wurde er dort als Mitglied des Kollegiums geführt, seine letzte Lehrveranstaltung hielt er aber tatsächlich im Herbstsemester 1916/17.

### Entdecker

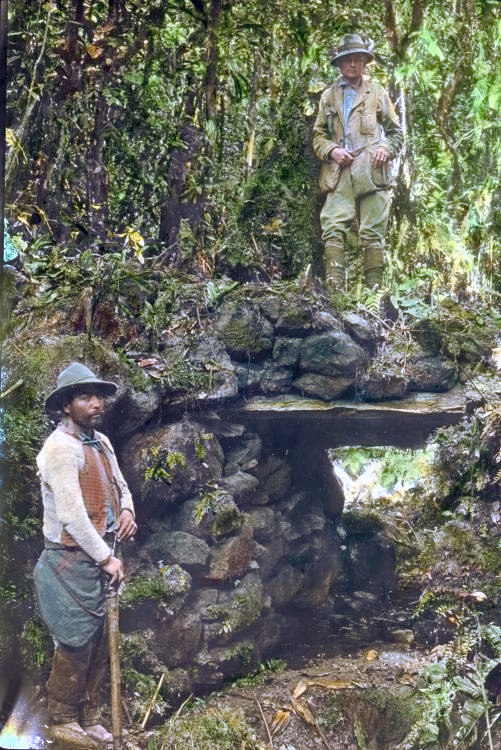
Bingham (oben rechts) mit einem einheimischen Führer auf einer Dschungelbrücke in Espiritu Pampa in Peru, handkoloriertes Glasdia, 1911

Zwischen 1906 und 1924 unternahm er sechs Expeditionen nach Südamerika. Dabei stieß er am 24. Juli 1911 mit seinem Team auf die Ruinen von Machu Picchu. In den folgenden Jahren bis 1913 legten sie weite Teile der vom Dschungel überwucherten Bauten frei. Später dokumentierte Bingham die Arbeit in einem Buch. Entgegen der weitverbreiteten Meinung wurde Machu Picchu jedoch nicht von Bingham „entdeckt“. Bereits 1867 war der deutsche Kaufmann August Berns beim Waldroden auf die Anlage gestoßen und hatte vom peruanischen Staat die Gegend als Claim erhalten. 1874 wurde dann die gesamte Zone durch Berns kartografisch vermessen. Bingham – der eine große Zahl von Sponsoren rekrutierte – ist jedoch zu verdanken, dass Machu Picchu freigelegt wurde und umfangreiche archäologische Studien vorgenommen wurden.
1948 kam Bingham ein letztes Mal nach Machu Picchu, um eine Straße einzuweihen, die Touristen zu der alten Inka-Stadt bringen soll.

### Militärzeit

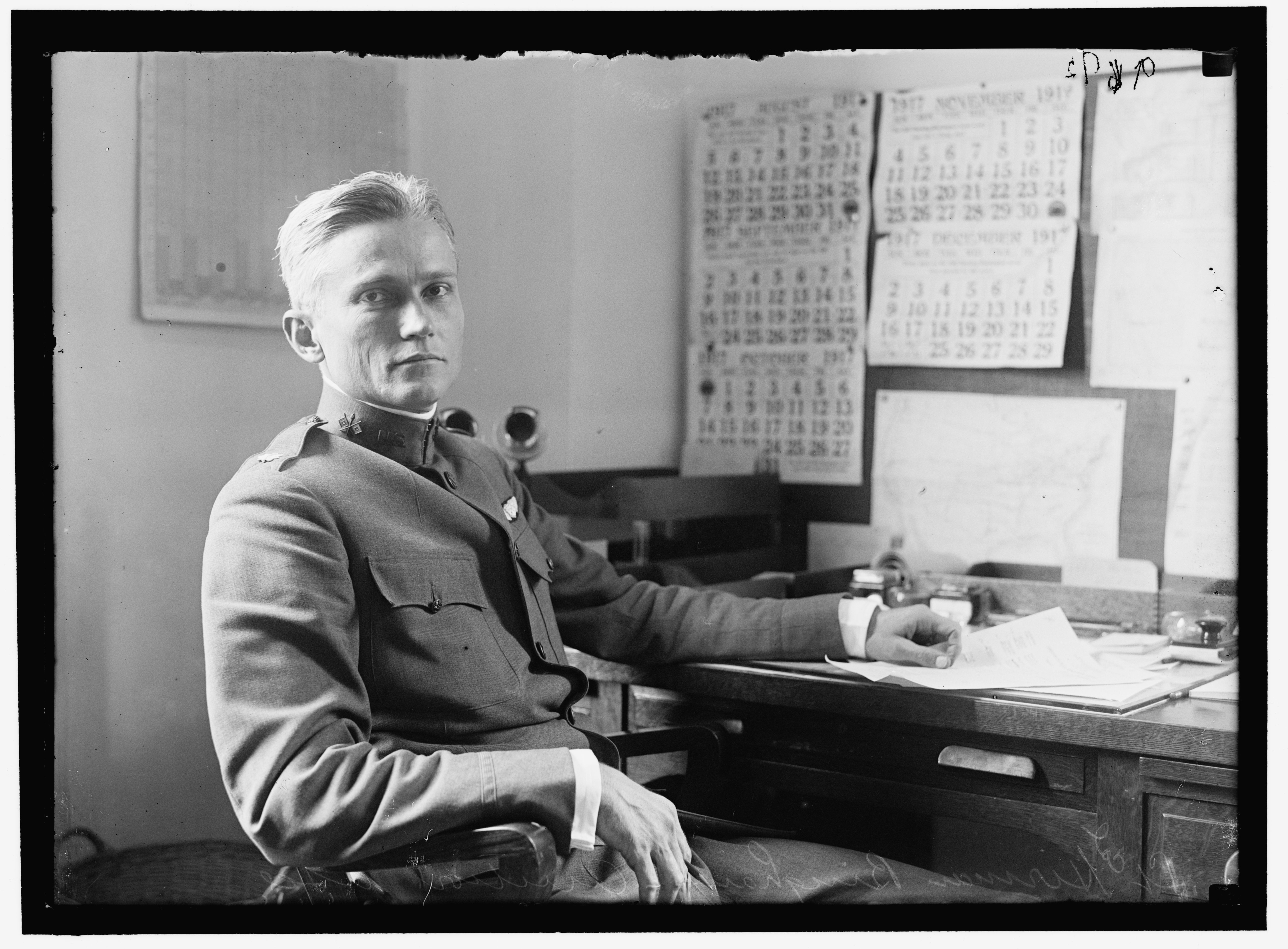
Hiram Bingham III. an seinem Schreibtisch im Jahr 1917

Bevor die USA in den Ersten Weltkrieg eintraten, erreichte Bingham 1916 den Rang eines Hauptmanns der Nationalgarde von Connecticut. Im Frühjahr 1917 wurde er Flieger und organisierte die United States Schools of Military Aeronautics an acht Universitäten, um Kadetten in der Luftfahrt auszubilden. Er diente in der Aviation Section, U.S. Signal Corps und im Air Service und erreichte den Rang eines Oberstleutnants. In Issoudun, Frankreich, befehligte Bingham von August bis Dezember 1918 das Third Aviation Instruction Center, die größte Schule für die Grund- und Jagdfliegerausbildung des Air Service. Er wurde zu einem Unterstützer des Air Service in seinem Bestreben nach Unabhängigkeit vom Heer und unterstützte diese Bemühungen zum Teil mit der Veröffentlichung seiner Kriegserfahrungen unter dem Titel An Explorer in the Air Service, die 1920 von der Yale University Press herausgegeben wurde.

### Politiker
Bingham war Mitglied der Republikanischen Partei. Als Stellvertreter seines Parteikollegen Charles A. Templeton wurde er Ende 1922 zum Vizegouverneur (Lieutenant governor) des Bundesstaats Connecticut gewählt. Zwei Jahre später gewann Bingham selbst die Gouverneurswahl mit 66 Prozent der Stimmen. Im Dezember 1924 – noch bevor er das Gouverneursamt antreten konnte – gewann er aber auch bei der durch den Tod Frank B. Brandegees notwendig gewordenen, außerordentlichen Wahl zum Vertreter Connecticuts im US-Senat. Einen Tag nach seiner Amtseinführung als Gouverneur am 7. Januar 1925 legte er daher das Amt nieder, um stattdessen den Senatssitz einzunehmen. 
Präsident Calvin Coolidge berief ihn 1925 in den Ausschuss für das Präsidentenflugzeug (President's Aircraft Board). Bei der nächsten regulären Senatswahl 1926 wurde Binghams Mandat für sechs Jahre bestätigt. Im 70. Kongress (1927–29) hatte er den Vorsitz im Druckereiausschuss; außerdem gehörte er dem Ausschuss für Territorien und Inselbesitzungen an. Der Senat sprach ihm 1929 einen Tadel (censure) aus und warf ihm vor, einen Lobbyisten auf seiner Gehaltsliste angestellt zu haben. Seiner überheblichen Art, seinem Geltungsdrang und letztlich einem Zinsskandal war es geschuldet, dass er die Wahlen des Jahres 1932 gegen den Demokraten Augustine Lonergan verlor (mit 47,5 % gegen 46,8 % der Stimmen).

### Privatleben
Am 20. November 1900 heiratete er Alfreda Mitchell, die Enkelin von Charles Lewis Tiffany und Erbin des Tiffany-Vermögens. Mit ihr hatte er sieben Söhne. Der älteste davon, Hiram Bingham IV. (1903–1988), wurde bekannt, weil er mit Varian Fry und anderen in den Jahren 1940 und 1941 vielen Verfolgten aus Marseille zur Flucht verhalf. Ein weiterer Sohn, Jonathan Brewster Bingham (1914–1986), vertrat zwischen 1965 und 1983 den Bundesstaat New York im US-Repräsentantenhaus. 1932 verließ ihn seine erste Frau. 1937 heiratete Bingham seine zweite Frau Suzanne Carroll Hill. 
Bingham starb am 6. Juni 1956 in Washington und wurde auf dem Nationalfriedhof Arlington beigesetzt.

## Rezeption
Nach Hiram Bingham sind ein Mondkrater auf der Mondrückseite und der Asteroid (8291) Bingham benannt. Ebenfalls nach ihm benannt wurde ein privater Luxuszug des Reiseunternehmens Orient Express, der täglich zwischen Cusco und Machu Picchu verkehrt. Leben und Werk Binghams dienten als Inspiration für die Kinofigur des Indiana Jones.